# Aleksandr Nowikow
Aleksandr Aleksandrowicz Nowikow, ros. Александр Александрович Новиков (ur. 6 listopada?/19 listopada 1900 we wsi Krukowo, zm. 3 grudnia 1976 w Moskwie) – radziecki dowódca wojskowy, główny marszałek lotnictwa ZSRR (1944), zastępca ludowego komisarza obrony ZSRR, dowódca Wojsk Lotniczych Armii Czerwonej, zastępca naczelnego dowódcy Sił Zbrojnych ZSRR, deputowany do Rady Najwyższej ZSRR 2. kadencji (1946–1950), dwukrotny Bohater Związku Radzieckiego (1945, 1945).

## Życiorys
Urodził się 19 listopada 1900 we wsi Krukowo, rejon nieriechcki (ob. obwód kostromski). W latach 1915–1918 studiował w seminarium duchownym dla nauczycieli, a po ukończeniu studiów rozpoczął pracę jako nauczyciel w Pieszewie, w pobliżu rodzinnej wsi. W 1919 wstąpił do Armii Czerwonej. Uczestnik wojny domowej w Rosji. Brał udział w tłumieniu kontrrewolucyjnego powstania w Kronsztadzie, walczył na Kaukazie. Od 1920 członek RPK(b)/KPZR.
W 1922 ukończył kursy doskonalące oficerów RKKA im. marsz. Borysa Szaposznikowa (KUKS „Wystrzał”), a w 1930 Akademię Wojskową im. Michaiła Frunzego w Moskwie.
Od 1933 służył w Siłach Powietrznych ZSRR. Uczestniczył w wojnie zimowej przeciwko Finlandii, szef Sztabu Wojsk Lotniczych Frontu Północno-Zachodniego. Od 1940 dowódca Wojsk Lotniczych Leningradzkiego Okręgu Wojskowego. 
Po ataku Niemiec na ZSRR dowodził Wojskami Lotniczymi Frontu Północnego i Frontu Leningradzkiego. W latach 1942–1943 był zastępcą ludowego komisarza obrony ZSRR (ministra) do spraw lotnictwa.
Od maja 1943 do 1946 był dowódcą Wojsk Lotniczych RKKA. Po objęciu naczelnego dowództwa przeprowadził znaczną reorganizację lotnictwa wyczerpanego porażkami w starciach z Luftwaffe. Jako przedstawiciel Stawki Najwyższego Naczelnego Dowództwa był odpowiedzialny za koordynację działań lotniczych na kilku frontach, w walkach pod Stalingradem i Kurskiem, podczas zdobywania Królewca i w operacji berlińskiej oraz w operacji kwantuńskiej przeciwko wojskom japońskim w Mandżurii w 1945.
21 lutego 1944 – jako pierwszy w historii – został mianowany na stopień głównego marszałka lotnictwa, a 17 kwietnia 1945 został uhonorowany „Złotą Gwiazdą” i tytułem Bohatera Związku Radzieckiego. We wrześniu 1945 za walki z Japonią został odznaczony drugą „Złotą Gwiazdą” Bohatera Związku Radzieckiego. 
Po sfingowanym pokazowym procesie w 1946 został zdymisjonowany, skazany na 5 lat więzienia i osadzony w obozie. Po zwolnieniu w 1952 był zastępcą naczelnego dowódcy Wojsk Lotniczych Sił Zbrojnych ZSRR (1953–1955). W 1953 został zrehabilitowany z przywróceniem stopnia wojskowego głównego marszałka lotnictwa. 
Deputowany do Rady Najwyższej ZSRR 2. kadencji (1946–1950). Od 1956 komendant Wyższej Szkoły Lotnictwa Cywilnego. Jest autorem wspomnień W niebie Leningradu (1970), podręczników i prac na temat historii radzieckiego lotnictwa. W 1958 uzyskał tytuł profesora. Zmarł 3 grudnia 1976 w Moskwie i został pochowany na Cmentarzu Nowodziewiczym, a na jego grobie wzniesiono pomnik. 

## Awanse generalskie i marszałkowskie
- generał major lotnictwa - Uchwała Rady Komisarzy Ludowych nr 945 z 4 czerwca 1940;
- generał porucznik lotnictwa - Uchwała Rady Komisarzy Ludowych nr 2164 z 29 października 1941;
- generał pułkownik lotnictwa - Uchwała Rady Komisarzy Ludowych nr 57 z	18 stycznia 1943;
- marszałek lotnictwa - Uchwała Rady Komisarzy Ludowych z 17 marca 1943;
- główny marszałek lotnictwa - Uchwała Rady Komisarzy Ludowych z 21 lutego 1944.

## Odznaczenia
- Medal „Złota Gwiazda” Bohatera Związku Radzieckiego – dwukrotnie (17 kwietnia 1945, 8 września 1945)
- Order Lenina – trzykrotnie
- Order Czerwonego Sztandaru – trzykrotnie
- Order Czerwonego Sztandaru Pracy
- Order Suworowa I klasy – trzykrotnie
- Order Kutuzowa I klasy
- Order Czerwonej Gwiazdy – dwukrotnie
- Medal „W upamiętnieniu 100-lecia urodzin Władimira Iljicza Lenina”
- Medal „Za obronę Leningradu”
- Medal „Za obronę Stalingradu”
- Medal „Za zdobycie Królewca”
- Medal „Za zdobycie Berlina”
- Medal „Za zwycięstwo nad Japonią”
- Medal „Za zwycięstwo nad Niemcami w Wielkiej Wojnie Ojczyźnianej 1941–1945”
- Medal jubileuszowy „Dwudziestolecia zwycięstwa w Wielkiej Wojnie Ojczyźnianej 1941–1945”
- Medal jubileuszowy „Trzydziestolecia zwycięstwa w Wielkiej Wojnie Ojczyźnianej 1941–1945”
- Medal „Weteran Sił Zbrojnych ZSRR”
- Medal jubileuszowy „XX lat Robotniczo-Chłopskiej Armii Czerwonej”
- Medal jubileuszowy „30 lat Armii Radzieckiej i Floty”
- Medal jubileuszowy „40 lat Sił Zbrojnych ZSRR”
- Medal jubileuszowy „50 lat Sił Zbrojnych ZSRR”
- Medal 250-lecia Leningradu
- Order Czerwonego Sztandaru (Mongolia)
- Order Gwiazdy Polarnej (Mongolia)
- Krzyż Wielki Legii Honorowej (Grand Croix Légion d'honneur, Francja)
- Legia Zasługi (Legion of Merit, USA)